# IC 3036
IC 3036 је спирална галаксија у сазвјежђу Дјевица која се налази на листи објеката дубоког неба у Индекс каталогу.
Деклинација објекта је + 12° 29' 19" а ректасцензија 12h 12m 15,1s. Привидна величина (магнитуда) објекта IC 3036 износи 13,7 а фотографска магнитуда 14,3. IC 3036 је још познат и под ознакама UGC 7200, CGCG 69-77, VCC 48, PGC 38888.